# Estadio Elmo Serejo Farias
El Estadio Elmo Serejo Farias apodado Serejão y también llamado Estadio Boca do Jacaré, es un estadio de deportes ubicado en Taguatinga en el Distrito Federal en Brasil. Es el estadio de los equipos de fútbol Taguatinga Esporte Clube y Brasiliense Futebol Clube que disputan el Campeonato Brasiliense.
El Serejão lleva el nombre del exgobernador del Distrito Federal entre 1974 y 1979 Elmo Serejo Farias. Fue inaugurado oficialmente el 23 de enero de 1978, con un partido entre el Taguatinga EC y el Vila Nova.
El 15 de mayo de 2002, se celebró la final de vuelta de la Copa de Brasil 2002 entre el Brasiliense y el Corinthians de São Paulo con marcador de 1x1 que coronó campeón al club Paulista. Fue la primera vez que el Distrito Federal acogió una final de la Copa de Brasil.